# Kippe (Reck)

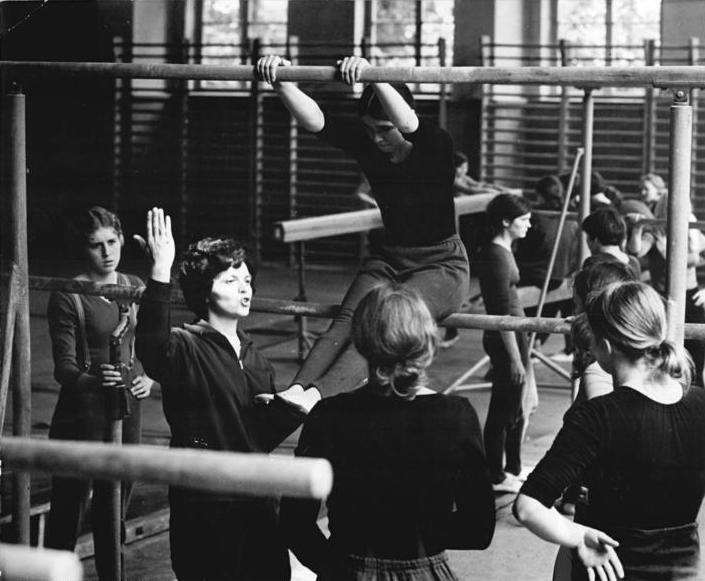
Übung zur Kippe (die Trainerin zeigt die Aufwärtsbewegung der geschlossenen Beine)

Die Kippe ist ein Element im Gerätturnen, bei dem der Körper in vertikaler Ebene um eine feste Drehachse rotiert und dabei von einer tieferen Ausgangslage in eine höhere Endlage gebracht wird. Die Kippe wird in der Regel an Reck, Stufenbarren und Barren geturnt.

## Bewegungsablauf
Die Ausgangsposition bei der Schwebekippe ist der Stand vor einer kopfhohen Stange. Der Absprung zum Vorschweben erfolgt nach hinten-oben, die gestreckten Arme greifen im Ristgriff an die Reckstange. In diesem gewinkelten Hang werden die Füße mit einem Abstand von ca. 10 cm zum Boden nach vorn geschoben, bis der Körper annähernd gestreckt ist. Der Arm-Rumpf-Winkel bleibt währenddessen geöffnet. Im Umkehrpunkt wird schnellkräftig die Hüfte gewinkelt und der Fußrist an die Stange des Recks gebracht („Klappmesserbewegung“). In der nun folgenden Hauptphase erfolgen eine kräftige Schubbewegung der Beine nach oben und ein Aufstemmen der Arme. Hierbei wird die Hüfte aktiv gestreckt, jedoch vor Erreichen eines Bein-Rumpf-Winkels von 180° abgebremst. Dabei wird der Körperschwerpunkt näher an die Drehachse gebracht und die Rotation durch die Pendelverkürzung somit erhöht. Durch den Beinschub und dessen Abbremsung erfolgt außerdem eine Impulsübertragung auf den Oberkörper. Dieser schwingt nach oben, die Hände greifen nach zur Stützaufnahme, sodass eine Beinschwungbewegung zum Rückschwung erfolgen kann.

## Typische Fehler und deren Korrektur
- Der Turner beugt die Arme beim Vorschweben.
Korrekturansatz: Hinweis auf gestreckte Arme, Vorschweben isoliert üben, bspw. von einer Erhöhung (kleiner Kasten) das Einnehmen des Winkelhangs üben oder eine Langbank aus dem Winkelhang herunterrutschen bis zur Körperstreckung
- Der Turner streckt sich nicht ausreichend und beginnt das Hüftwinkeln zu früh – somit kann die Pendelverkürzung kaum ausgenutzt werden, da der Körperschwerpunkt nicht mehr an die Drehachse gebracht werden kann.
Korrekturansatz: Isoliertes Üben des Vorschwebens mit Anwinkeln der Hüfte im Umkehrpunkt, ggf. Markierung für die Füße setzen, sodass die Körperstreckung komplett erfolgt.
- Der Turner bringt statt des Fußrists die Knie/Oberschenkel an die Stange – auch hier kann die Pendelverkürzung nicht mehr optimal genutzt werden, da der Bein-Rumpf-Winkel schon zu offen ist und der Körperschwerpunkt näher an der Drehachse.
Korrekturansatz: Isoliertes Üben des Hüftwinkelns; Wiederholen der Vorübung an der Sprossenwand/am Bock, der hinter dem Reck aufgestellt wird.
- Der Turner schlägt die Beine nach unten, statt aktiv die Füße nach oben zu schieben – dadurch ist keine Impulsübertragung möglich; der Bein-Rumpf-Winkel wird zu früh geöffnet.
Korrekturansatz: Kippschub isoliert üben, Fallkippe mit Hilfestellung, auch aus dem Pendeln möglich.
- Der Turner beugt die Arme anstatt aufzustemmen – es findet keine Stemmbewegung statt; dadurch ergibt sich eine ungünstige Ausgangslage für die Stützaufnahme, denn der Körperschwerpunkt nähert sich der Drehachse nicht an.
Korrekturansatz: Fallkippe üben mit bewusstem Fokus auf gestreckte Arme, Aufstemmen mit Fußabdruck von Gerätehilfe (kleiner Kasten), Stand vor der Reckstange auf Sprungbrett, mehrmaliges Springen in den Stütz mit gestreckten Armen
- Der Turner kann aus der Kippbewegung keinen Rückschwung turnen.
Korrekturansatz: Hinweis auf das aktive Vorbringen des Schultergürtels nach Stützaufnahme und bewusstes Abbremsen des Kippschubs, sodass der Turnende aus einer leicht gewinkelten Körperhaltung den Beinschwung nach hinten-oben ausführen kann.